# Никола Вучо
Никола Вучо (Београд, 28. мај 1902 – Београд, 27. новембар 1993) био је српски фотограф, историчар и економиста који се претежно бавио економском историјом.

## Биографија
Никола Вучо је рођен као четврти син Ђорђа и Ифигеније у трговачкој породици. У току рата, у периоду између 1915. и 1918. године школовао се у Марсеју, Ници, Кану и Паризу, заједно са осталом српском децом која су нашла заштиту у Француској. Идуће године вратио се у Београд и завршио гимназију. Од 1921. до 1925. студирао је право, економију и социологију у Паризу и узимао приватне часове клавира. Упознао је париске надреалисте, а посебно је био близак с Филипом Супоом. По завршетку студија остао је извесно време у Паризу, где настају његове прве фотографије. Путовао је и са својим братом Миланом у Шпанију. 1928. године отворио је адвокатску канцеларију у Београду. Наредне године оженио се Јелком Николић која је била модел у серији његових фотографија. Добили су кћи Љубицу.
Вучо је интензивно сарађивао са Марком Ристићем и обајвио је фотографије у алманаху Немогуће - L`impossible: „Заустављено бекство надстварности“, „Златан пресек обмане“, „Зид агностицизма“, „Ми немамо кога да убеђујемо“, као и неколико без наслова, мада није био члан групе и потписник манифеста.
Време Другог светског рата, између 1941. и 1945, провео је у немачким казненим логорима као ратни војни заробљеник.
1947. године, на новооснованом Економском факултету у Београду, изабран је за професора економске историје. Објавио је низ значајних студија и књига из те области.
1948. године, у новом браку са Зораном Иванић, добио је кћер Гордану.

## Фотографско дело
Фотографско дело Николе Вуча је настало у Паризу и Београду између 1926. и 1930. и заступа принципе надреалистичког покрета. У том кратком периоду, озбиљна настојања Николе Вуча да изгради врло магловито замишљену надреалистичку слику, дали су резултате који се могу поредити са најзначајнијим остварењима уметности надреализма не само код нас, него и у широко прихваћеном општем току овог авангардног покрета.
Никола Вучо, иако формално изван језгра овог покрета, својим делом је у самој његовој суштини. С обзиром на то да је париска средина место настанка првих његових дела, и да је припадао кругу људи који сарађују и крећу се око Бретона и Ристића, Никола Вучо је добро обавештен о замислима и идејама надреализма, те је сасвим очекивано да у своје фотографије тада унесе надреалистички поглед на свет. Вучо је, наиме, уз Ванета Живадиновића Бора једини, а по времену изведбе радова први фотограф београдског надреализма.
Никола Вучо долази из круга фотографа аматера. Њему је старији полубрат Михаило Вучо поклонио прву фотографску камеру којом је овај почео да открива просторе механичке слике на париским улицама. Данас је тешко увидити утврдити тренутак када су документарне вредности замењене надреалистичким концептом у његовој фотографској пракси, али на почетку свог надреалистичког експеримента он се ослања на садржаје који припадају поезији или музици. Фотографија Кров над прозором настала по истоименој поеми његовог брата Александра Вуча је из 1926, па се та година узима као доња временска граница када Никола Вучо отпочиње свој надреалистички експеримент. Из овог периода су и фотографије Бетовен I и Бетовен II.
У алманаху Немогуће - L`impossible из 1930. године, фотографије Николе Вуча су добиле важно место, посебно у оквиру најзначајнијег текста српског надреализма, „Узгред буди речено“, који је пропраћен и програмски потврђен искључиво фотографијама Николе Вуча и Ванета Живадиновића Бора. Ту су објављене три програмски најзначајније фотографије српског надреализма: „Зид агностицизма„“, „Ми немамо кога да убеђујемо“ и „Задржано бекство надстварности“. Ова последња фотографија поновљена је на насловној страни алманаха, јер је то дело препознато у кругу београдских надреалиста као амблем и заштитни знак читавог покрета. У њој су сажете све намере стваралаца алманаха Немогуће и сва програмска начела надреализма у Србији у време његове пуне активности.
Никола Вучо је снагом властите уметничке имагинације успео да у фотографију, медиј који је погодан за миметичко представљање реалног света, оствари нестварне визије вишеслојних смисаоних порука. Његове слике сна и загонетки успешно су превеле у фотографско дело концепцију којом се у конкретним стварима трага за ирационалним доживљајима. Поштујући основне принципе фотографског језика, Вучо је помоћу типично фотографских поступака, не само превео фигуративни садржај у слику-загонетку, него је на прави начин учествовао у рушењу традиционалних представа реалности. При томе је користио поступак дупле експозиције, као један начин да оствари надреалистичко зближавање двеју удаљених реалности, у фотографијама „Кров над прозором“ и „Бетовен“. Други поступак у реализацији фотографске слике, који Вучо користи у време објављивљања алманаха Немогуће, је поступак драстичног сечења кадра усмерен ка цепању конвенционалне представе о реалности. Осим ових фотографских поступака Никола Вучо се опредаљује и за метод двоструке слике. Управо уз помоћ ове технике је дошао до капиталног дела „Задржано бекство надстварности“. Проблем двоструке слике Вучо је решавао на различите начине, интерпретирајући овај мотив и као слику у огледалу и као слику у слици. Његови поступци су, дакле, чисто фотографски, лишени било какве манипулације и интервенције на негативу.
Док је изгледало да једино уље, „Привиђење у диму“, Радојице Живановића Ноје поред малобројних цртежа, колажа и асамблажа чине потпуни инвентар надреалистичког ликовног уметничког експеримента у Београду, надреалистички покрет је и могао бити посматран као фрагментарна појава у српској уметности између два рата. Чинило се тада да је надреализам београдске групе, пре свега, појава која припада историји књижевности, јер се међу тринаесторицом потписаника надреалистичког манифеста налази име само једног сликара-Радојице Живановића Ноје, који се у алманаху Немогуће јавно одриче сликарства. Међутим, после откривања обимног и изузетно драгоценог фотографског дела Николе Вуча, надреалистички покрет добија сасвим измењену позицију.

## Научни рад
Бројним радовима из српске, југословенске и опште економске историје Вучо је утврдио економску историју као посебну научну дисциплину у српској историографији. У овој области најзначајнији су његови радови који се односе на распад еснафа и на аграрну кризу у Југославији - Аграрна криза у Југославији 1930—1935 (1958). Посебно се бавио индустријском револуцијом у студији Индустријска револуција у Србији у XIX веку (1978) и индустријализацијом Србије и Југославије. Заступао је тезу о заостајању југословенског простора 100 до 150 година у односу на индустријски најразвијеније земље. Написао је неколико синтетичких прегледа: Привредна историја Србије (1947), Економска историја света (1962), Државна интервенција у првивреди, историјски развој (1975).

### Одабрани радови
- Наука о друштву (Социологија), 1947.
- Привредна историја Југославије, 1947.
- Привредна историја ФНРЈ, 1955.
- Привредна историја Србије, 1962.
- Економика средњовековне Србије кроз Душанов законик, 1951.
- Распадање еснафа у Србији I—II, 1954, 1958.
- Аграрна криза у Југославији 1930—1934, 1967.
- Индустријска револуција у југословенским земљама, 1973.
- Аграрни блок Подунавских земаља за време економске кризе 1929—1933, 1976.
- Државна интервенција у привреди, 1975.
- Индустријска револуција у Србији у XIX веку, 1978.